# Dookoła Mazowsza
La Dookoła Mazowsza (it. Giro della Masovia) è una corsa a tappe maschile di ciclismo su strada che si svolge nella regione della Masovia, in Polonia, ogni anno a fine luglio. Dal 2006 è inserita nel calendario dell'UCI Europe Tour come classe 2.2.

## Storia
Creata nel 1951, fino al 1999 è stata riservata ai dilettanti. La corsa è stata interrotta tra il 1981 e il 1982, tra il 1990 e il 1992 e tra il 1994 e il 1996. Nel 2005 è stata inclusa nel calendario dell'UCI Europe Tour come corsa di classe 2.1; l'anno successivo è stata spostata nella classe 2.2.

## Albo d'oro
Aggiornato all'edizione 2025.
| Anno      | Vincitore              | Secondo           | Terzo                |
| --------- | ---------------------- | ----------------- | -------------------- |
| 1951      | Stanisław Zalewski     |                   |                      |
| 1952      | Jan Śpiewak            |                   |                      |
| 1953      | Andrzej Selma          |                   |                      |
| 1954      | Henryk Figiel          |                   |                      |
| 1955      | Jan Żelazny            |                   |                      |
| 1956      | Roman Sitarski         |                   |                      |
| 1957      | Wacław Wrzesiński      |                   |                      |
| 1958      | Stanisław Królak       |                   |                      |
| 1959      | Henryk Kowalski        |                   |                      |
| 1960      | Kazimierz Bednarczyk   |                   |                      |
| 1961      | Witold Krawczyński     |                   |                      |
| 1962      | Józef Jochem           |                   |                      |
| 1963      | Franciszek Porwoł      |                   |                      |
| 1964      | Henryk Woźniak         |                   |                      |
| 1965      | Jan Kudra              |                   |                      |
| 1966      | Henryk Woźniak         |                   |                      |
| 1967      | Henryk Woźniak         |                   |                      |
| 1968      | Andrzej Bławdzin       |                   |                      |
| 1969      | Zenon Czechowski       |                   |                      |
| 1970      | Zenon Czechowski       |                   |                      |
| 1971      | Zenon Czechowski       |                   |                      |
| 1972      | Zenon Czechowski       |                   |                      |
| 1973      | Tadeusz Smyrak         |                   |                      |
| 1974      | Juliusz Firkowski      |                   |                      |
| 1975      | Mieczysław Klimczyk    |                   |                      |
| 1976      | Marian Majkowski       |                   |                      |
| 1977      | Ryszard Szurkowski     |                   |                      |
| 1978      | Ryszard Szurkowski     |                   |                      |
| 1979      | Roman Cieślak          |                   |                      |
| 1980      | Lechosław Michalak     |                   |                      |
| 1981-1982 | non disputata          | non disputata     | non disputata        |
| 1983      | Marek Leśniewski       |                   |                      |
| 1984      | Sławomir Krawczyk      |                   |                      |
| 1985      | Jan Leśniewski         |                   |                      |
| 1986      | Sławomir Krawczyk      |                   |                      |
| 1987      | Edward Kaczmarczyk     |                   |                      |
| 1988      | Zbigniew Piątek        |                   |                      |
| 1989      | Andrzej Sypytkowski    |                   |                      |
| 1990-1992 | non disputata          | non disputata     | non disputata        |
| 1993      | Dariusz Habel          |                   |                      |
| 1994-1996 | non disputata          | non disputata     | non disputata        |
| 1997      | Mariusz Bilewski       |                   |                      |
| 1998      | Tomasz Kłoczko         |                   |                      |
| 1999      | Wiktor Ułanowski       |                   |                      |
| 2000      | Przemysław Mikołajczyk | Piotr Przydział   | Tomasz Lisowicz      |
| 2001      | Kacper Sowiński        | Daniel Majewski   | Grzegorz Gronkiewicz |
| 2002      | Jacek Mickiewicz       | Marcin Gębka      | Tomasz Kłoczko       |
| 2003      | Dariusz Rudnicki       | Robert Radosz     | Grzegorz Wajs        |
| 2004      | Adam Wadecki           | Piotr Zaradny     | Krzysztof Jezowski   |
| 2005      | Piotr Zaradny          | Robert Radosz     | Peter Mazur          |
| 2006      | Tomasz Kiendyś         | Marek Wesoly      | Daniel Czajkowski    |
| 2007      | Marek Wesoly           | Piotr Zaradny     | Dominik Roels        |
| 2008      | Marcin Sapa            | Aidis Kroupis     | Artur Detko          |
| 2009      | Łukasz Bodnar          | Robert Radosz     | Tomasz Kiendyś       |
| 2010      | Sebastian Forke        | Henning Bömmel    | Rüdiger Selig        |
| 2011      | Robert Radosz          | Rüdiger Selig     | Krzysztof Jezowski   |
| 2012      | Mateusz Taciak         | Mateusz Nowak     | Nikolaj Mihajlov     |
| 2013      | Marcin Sapa            | Robert Radosz     | Łukasz Owsian        |
| 2014      | Jarosław Marycz        | Eryk Latoń        | Maurits Lammertink   |
| 2015      | Grzegorz Stępniak      | Kersten Thiele    | Twan Brusselman      |
| 2016      | Matti Manninen         | Alan Banaszek     | Marco Mathis         |
| 2017      | Alois Kaňkovský        | Grzegorz Stępniak | Emīls Liepiņš        |
| 2018      | Szymon Sajnok          | Alois Kaňkovský   | Grzegorz Stępniak    |
| 2019      | Stanisław Aniołkowski  | Grzegorz Stępniak | František Sisr       |
| 2020      | Michael Kukrle         | Daniel Turek      | Paweł Bernas         |
| 2021      | Eirik Lunder           | Tobias Nolde      | Petr Kelemen         |
| 2022      | Marceli Bogusławski    | Jasper Rasch      | Alan Banaszek        |
| 2023      | Oded Kogut             | Bartosz Rudyk     | Lars Rouffaer        |
| 2024      | Bartłomiej Proć        | Mads Andersen     | Bartosz Rudyk        |
| 2025      | Šimon Vaníček          | Radosław Frątczak | Tobias Nolde         |